# Wilhelm Karl Arnold
Wilhelm Karl Arnold (* 14. Oktober 1911 in Nürnberg; † 12. Dezember 1983 in Würzburg) war ein deutscher Psychologe und Professor für Psychologie an der Julius-Maximilians-Universität Würzburg.

## Leben und Wirken
Arnold machte 1931 sein Abitur und studierte anschließend in München die Fächer Mathematik, Physik, Psychologie, Pädagogik, Philosophie und Wirtschaftsgeschichte. Seit 1931 war er Mitglied der katholischen Studentenverbindung KDStV Tuiskonia München im CV. 1943 bis zum Ende des Krieges 1945 musste er Militärdienst leisten. Nach Kriegsende war er bis 1953 als Leiter der Berufsberatung bei der Bundesanstalt für Arbeitsvermittlung und Arbeitslosenversicherung in Nürnberg tätig. 1953 wurde er auf die Professur für Psychologie an die Julius-Maximilians-Universität Würzburg berufen.
1962 wurde er von Kardinal-Großmeister Eugène Tisserant zum Ritter des Ritterordens vom Heiligen Grab zu Jerusalem ernannt und am 29. September 1962 im Paderborner Dom durch Lorenz Kardinal Jaeger, Großprior des Ordens, investiert. Er wirkte von 1976 bis 1983 als erster leitender Komtur in der neu errichteten Komturei Würzburg des Ritterordens.

### Forschung und Lehre
Von 1953 bis 1978 war er Professor für Psychologie an der Universität Würzburg. In den Jahren 1964 bis 1967 war er Rektor dieser Universität und Vorsitzender der Deutschen Gesellschaft für Psychologie.
Gegenstand seiner Forschungsinteressen war vor allem die Angewandte Psychologie: Forensische Psychologie, Arbeitspsychologie – hier vor allem Begabungsentwicklung und Eignung; auch Persönlichkeitspsychologie; sowie praxisbezogene Inhalte hinsichtlich der Praktika von Studenten (Siehe Literaturliste).
Sein wohl bekanntestes Werk ist das dreibändige Lexikon der Psychologie im Herder Verlag (1971/1973), Freiburg, das er mit den beiden in der zweiten Hälfte des 20. Jahrhunderts bekannten Psychologen Hans Jürgen Eysenck, London, (Verhaltenstherapie) und Richard Meili, Bern, (Psychologische Diagnostik, Denkpsychologie) als Herausgeber betreute. Das Lexikon vereint viele damalige Psychologen als Autoren. Es ist damit auch ein Spiegel der damaligen Forschungsschwerpunkte; und auch im 21. Jahrhundert als Nachschlagewerk noch sehr verlässlich.

### Politik
Seit Ende des Krieges war Arnold Mitglied der Christlich-Sozialen Union in Bayern (CSU) in der Sektion Mittelfranken. 1967 wurde er zum zweiten Vorsitzenden der Hanns-Seidel-Stiftung gewählt. 1968 bis 1973 war er Mitglied des Bayerischen Senats (Gruppe Hochschulen und Akademien), ab 1972 war er Vorsitzender des Kulturpolitischen Ausschusses.

## Mitgliedschaften
- Deutsche Gesellschaft für Psychologie (1935; Präsidentschaft 1964–1966)
- International Association of Psychotechnology (1953)
- Internationale Union der Psychologen (1966 Vorstandsmitglied)
- Bayerischer Senat (1968–1973)
- Kolumbianische Gesellschaft für Psychologie (1970 Ehrenmitgliedschaft)
- Internationale Gesellschaft für Erziehungs- und Berufsberatung (1970 Vorstandsmitglied)
- Beirat beim Bayerischen Landesamt für Statistik und Datenverarbeitung (1971–1973)
- Stiftungsrat der Bayerischen Landesstiftung (1972–1973)

## Ehrungen und Auszeichnungen
- Ritter des Ritterordens vom Heiligen Grab zu Jerusalem (1962; Rangerhöhungen zum Komtur, Komtur mit Stern)
- Bayerischer Verdienstorden
- Verdienstkreuz 1. Klasse des Verdienstordens der Bundesrepublik Deutschland (1981)
- Hugo-Münsterberg-Medaille
- Stadtmedaille Regensburg
- Stadtmedaille Würzburg

## Veröffentlichungen

### Monografien
- Person, Charakter und Persönlichkeit. Hogrefe, Göttingen 1957. 4. Auflage: Olzog, München 1975, ISBN 3-7892-7214-0. (span. 1975, japan.1976)
- Begabungswandel und Erziehungsfragen. Juventa, München 1960.
- Angewandte Psychologie (Urban-Taschenbücher. Band 130). Kohlhammer, Stuttgart 1970. 2. Auflage: 1975, ISBN 3-17-001390-4.
- Bildungsziel Persönlichkeit. Aufgaben einer humanistischen Psychologie der Gegenwart. Goldmann, München 1975, ISBN 3-442-85009-6.
- Begabung und Bildungswilligkeit. E. Reinhardt, München 1968.
- Der Pauli-Test. Springer, Berlin 5. Aufl.: 1975, ISBN 978-3-540-07461-8.

### Herausgeberschaft
- mit Hans Jürgen Eysenck, Richard Meili: Lexikon der Psychologie. 3 Bände. Herder, Freiburg im Breisgau, Basel 1971/1973, 13. Aufl.: 1995. (neueste fremdsprachige Ausgaben: London 1975, New York 1982, Mailand 1996, Madrid 1979)
- mit R. Pauli: Psychologisches Praktikum. Band 1 und 2. Fischer, Stuttgart 7. Aufl.1972.
- Psychologie und Praxis: Zeitschrift für Arbeits- und Organisationspsychologie, Hogrefe, Stuttgart 1956 ff.